# Soca
Soca es un género musical originado en Trinidad y Tobago y popular en países caribeños como Venezuela, específicamente en la Región Nor-Oriental (Güiria) y la Región Guayana, tras la llegada de emigrantes trinitenses a Venezuela, derivado del calipso, que es proveniente a su vez del kaiso, y bastante cercano musicalmente al dancehall. El soca combina la melodía bailable del calipso con una insistente percusión. La música soca ha evolucionado en los últimos veinte años principalmente impulsada por músicos de Trinidad y Tobago, Granada, San Vicente y las Granadinas, Barbados, Santa Lucía, Antigua y Barbuda y algunas bandas de San Cristóbal y Nieves, Jamaica, Venezuela, Costa Rica, Panamá y otras Antillas Menores. El origen de la palabra es la abreviación de soul calipso.

## Evolución y características
Generalizadamente se ha reconocido como padre de la soca a Lord Shorty (nacido Garfield Blackman), quién en 1963 grabó "Cloak and Dagger" para dar comienzo al género. La difusión del género comenzó a partir de las interpretaciones de Lord Kitchener. De acuerdo con Errol Peru, antiguo mánager de Kitchener y pionero en la promoción de la música Calypso & Soca, "Kitch tenía un rechazo creativo por el kaiso...; cualquier cosa que componía se transformaba instantáneamente en un éxito".  Byron Lee & the Dragonaires hicieron de la soca una moda musical en el Caribe y los Baha Men, Kevin Lyttle, Machel Montano, Walker y otros lograron ya en el siglo XXI su reconocimiento en el mercado americano.
Al igual que el calipso, la soca ha sido usada tanto para hacer letras de contenido social como de humor picaresco de subido tono sexual, aunque inicialmente la soca eludió los contenidos serios. En los años 80 Lord Shorty manifestó su desilusión por el hecho de que el género hubiera sido usado para expresar temas de tipo sexual. Como todas las cosas relacionadas con la libertad sexual, la soca ganó adhesión popular por su capacidad para reflejar los pensamientos y deseos de los jóvenes en materia sexual, usualmente reprimidos por la cultura aceptada.
La música soca se convirtió en expresión de sexualidad en todo el Caribe a través de sus metáforas. Poco después Shorty se convirtió al movimiento rastafari y cambió su nombre por el de Ras Shorty I, para crear a fines de los 80, un género de fusión entre el reggae y el góspel llamado jamoo.
En los años 90 y la primera década del siglo XXI, la música soca evolucionó hacia una mezcla de estilos. Las colaboraciones de Machel Montano con músicos de Jamaica (Red Rat y Beenie Man), estadounidenses (Walker Hornung) y japoneses ha empujado los límites de la soca moderna. Machel Montano ha sido el primer artista de soca en difundir sus temas en todo el mundo, incluyendo su presentación en el Madison Square Garden de Nueva York. Este género musical se está extendiendo además a países cercanos a Trinidad y Tobago, como Venezuela, donde se ha popularizado sobre todo en la ciudad de Güiria, en el estado de Sucre.

## Músicos
Algunos de los mejores músicos de soca de todos los tiempos son Shadow, Lord Kitchener, Arrow (musician) Mighty Sparrow, Crossfire, Byron Lee & the Dragonaires, y más recientemente Alison Hinds, Atlantik, Machel Montano, Destra García, KMC, Shurwayne Winchester, Denise Belfon, Bunji Garlin, Mr. Slaughter, Alston Beckett Cyrus, Nicole David, Maximus Dan, Rupee, Fireman Hooper, Jamesy P, Vertex Band, Bomani, Kevin Lyttle, Alpha, Ninja Dan, Tizzy, Claudette Peter's, El A Kru, Burning Flames, Krosfyah, Avión Blackman.